# IRIS-T SLM
IRIS-T SLM est un système de missile antiaérien de moyenne portée avec son radar mobile, développé en 2007 par Diehl BGT Defence et opérationnel depuis 2022.

## Usages
C'est une version du missile air-air IRIS-T. C'est une arme utilisable à 360° contre les avions, les missiles, les drones. Il peut être guidé par plusieurs types de radars.
Le système intégré sur des châssis de conteneur ISO de 20 pieds peut donc être transporté par camion, train, navire, et avion tel l'Airbus A400M Atlas.

### En images

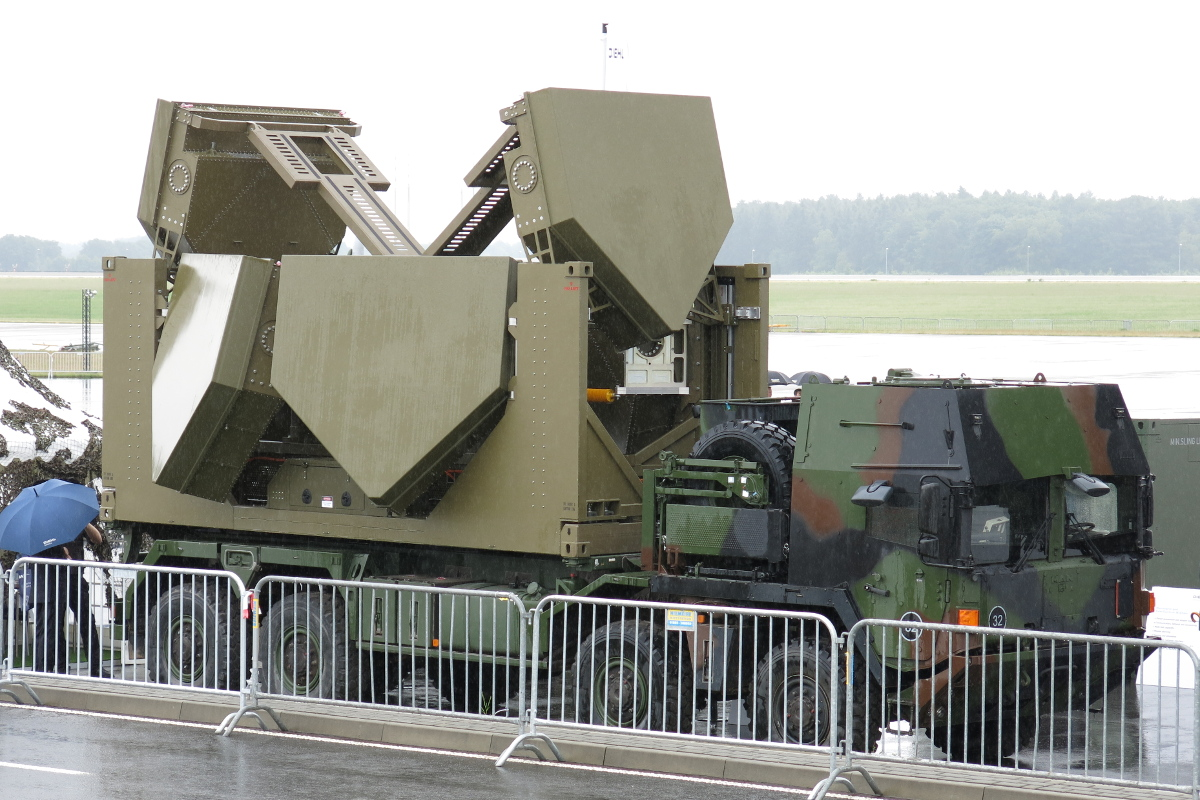
Un radar australien CEA Technologies (en) Ground Based Multi-Mission Radar (GBMMR) présenté au salon aéronautique international de Berlin en 2016
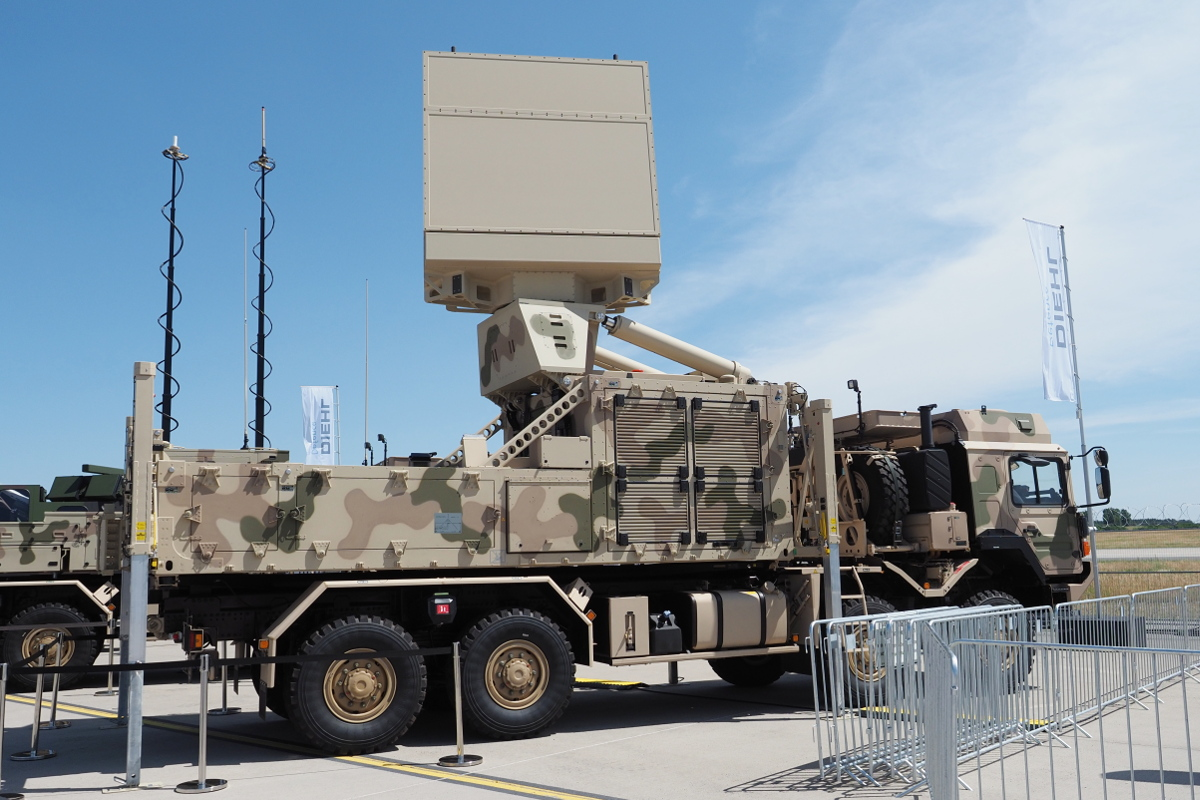
Un radar allemand Hensoldt TRML-4D présenté en 2022
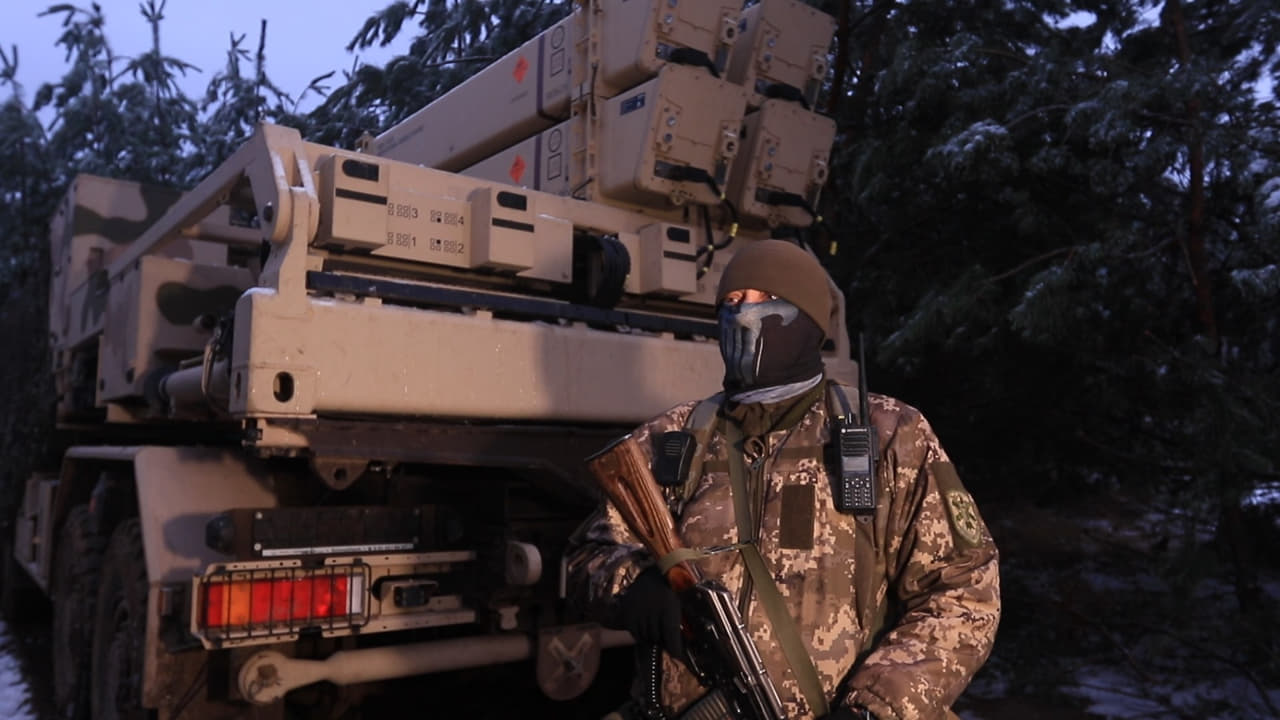
Déployé en Ukraine, janvier 2023.
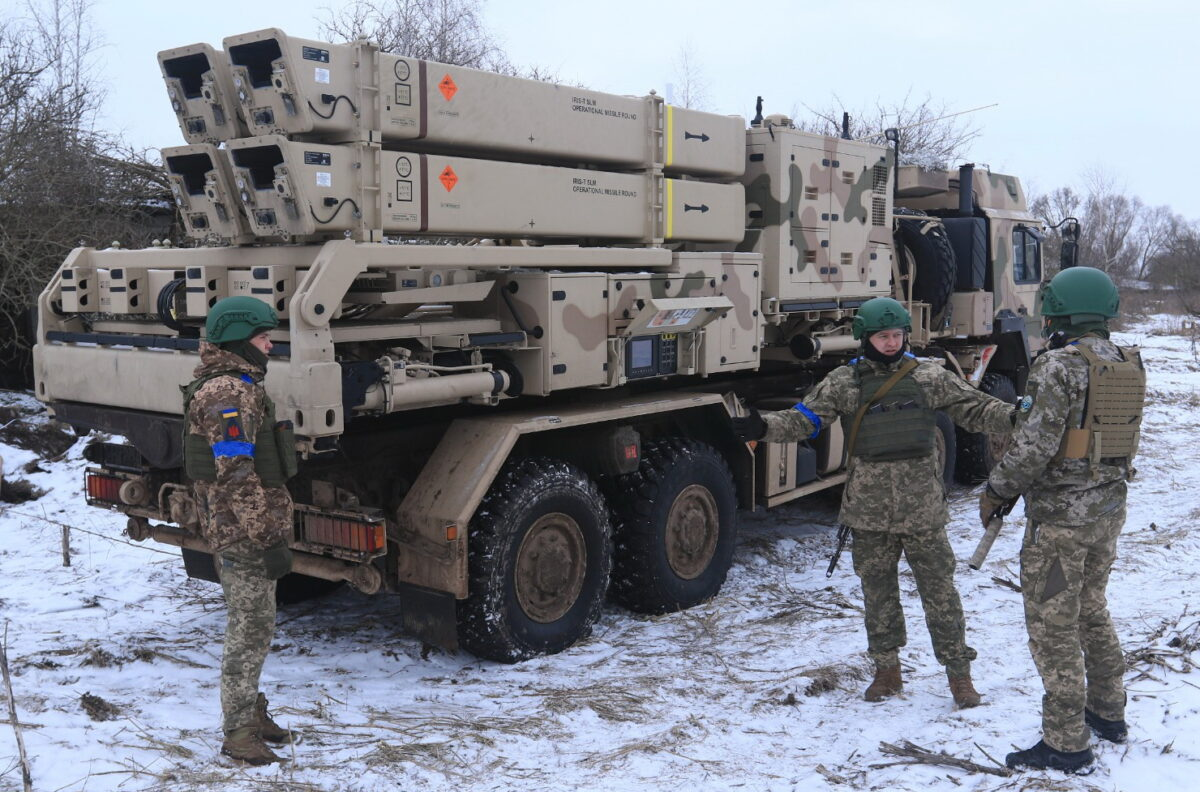
Déployé en Ukraine, en février 2023.

## Opérateurs militaires
| Pays                         | Modèle                           | Quantité   | Notes |
| Opérateurs                   | Opérateurs                       | Opérateurs | Opérateurs |
| ---------------------------- | -------------------------------- | ---------- | --- |
| Allemagne                    | IRIS-T SLM                       | 1          | L'armée de l'air allemande exploite 1 unité de feu IRIS-T SLM. Le système a atteint sa capacité opérationnelle initiale en septembre 2024 après avoir été remis à l'agence d'approvisionnement allemande en août 2024. En juin 2023, l'armée de l'air allemande a commandé 6 unités de feu avec 216 missiles pour 950 millions d'euros, avec une option pour 2 unités de feu supplémentaires. La commande est financée par le fonds spécial de la Bundeswehr. Ce système fait également partie de l'initiative European Sky Shield,. |
| Égypte                       | IRIS-T SLM IRIS-T SLX IRIS-T SLS | 7 10 6     | 7 systèmes de défense aérienne terrestres IRIS-T SLM commandés en 2018, avec une commande supplémentaire de 400 missiles SLM. 10 systèmes IRIS-T SLX ont été approuvés en décembre 2021,. |
| Suède                        | IRIS-T SLS                       |            | L'IRIS-T SLS connu sous le nom de Luftvärnsrobotsystem 98 (lvrbs 98). Il a été commandé en 2013 et le premier système utilisé pour les essais a été livré en 2016. 450 missiles IRIS-T, désignés sous le nom de variante IRIS-T SLS, utilisés dans les systèmes de défense aérienne basés au sol,. |
| Ukraine                      | IRIS-T SLM IRIS-T SLS            | 12 12      | 12 systèmes IRIS-T SLM, dont 4 livrés (1 en octobre 2022, 1 en avril 2023, 1 en octobre 2023, 1 en mai 2024) et des missiles IRIS-T SLM supplémentaires sont fournis par l'Allemagne. 12 systèmes IRIS-T SLS, dont trois livrés. Un système IRIS-T SLS est probablement composé de deux lanceurs. La Norvège a annoncé en juillet 2024 que 92 millions de dollars seront alloués à une batterie IRIS-T SLM qui sera livrée à l'Ukraine,. |
| Futurs opérateurs            |                                  |            | |
| Autriche                     | IRIS-T SLM IRIS-T SLS            | 8 ?        | Le 12 septembre 2023, il a été annoncé que l'Autriche prévoit d'acquérir huit systèmes de défense aérienne IRIS-T dans le cadre de l'initiative European Sky Shield. Les huit systèmes se répartissent en quatre systèmes de défense aérienne à courte portée de type IRIS-T SLS et quatre systèmes à moyenne portée de type IRIS-T SLM. Chaque système comprend trois unités de lancement, dont chacune contient huit missiles. La formation sur les systèmes doit être effectuée en Allemagne. Une déclaration d'intention devrait être signée dans le courant de l'année, selon la ministre autrichienne de la Défense Klaudia Tanner. |
| Bulgarie                     | IRIS-T SLM                       | 1          | Un projet de gouvernement présenté au Parlement bulgare comprend le plan d'acquisition d'une batterie IRIS-T SLM. En outre, il est possible d'acquérir jusqu'à cinq batteries IRIS-T SLM supplémentaires ainsi qu'une batterie IRIS-T SLX,. Le 7 octobre 2024, le BAAINBw confirme la signature et l'achat par la Bulgarie d'IRIS-T SLM. |
| Estonie Lettonie             | IRIS-T SLM                       |            | En mai 2023, le ministre estonien de la Défense Hanno Pevkur a annoncé que l'Estonie souhaitait acquérir des systèmes IRIS-T SLM en collaboration avec la Lettonie. En septembre 2023, l'Estonie et la Lettonie ont chacune signé un contrat-cadre pour l'acquisition du système de défense aérienne IRIS-T SLM. Les premiers systèmes devraient être livrés en 2025. Aucune information sur le nombre exact n'est disponible. Le Centre estonien pour les investissements dans la défense indique que la valeur du contrat pour l'Estonie est d'environ 400 millions d'euros,. |
| Norvège                      | IRIS-T SLS                       |            | Un système de défense aérienne basé sur le missile IRIS-T SLS est développé par Diehl et Kongsberg. Le système combinera des éléments du système de défense aérienne NASAMS 3 et des missiles IRIS-T SLS et sera utilisé sur différentes plates-formes de lancement,. |
| Slovénie                     | IRIS-T SLM                       | 2          | Dans le cadre de l'European Sky Shield Initiative, la Slovénie acquiert deux systèmes de défense antiaérienne IRIS-T SLM. La Slovénie en est à la phase d'acquisition, le contrat est d'une valeur d'environ 200 millions d'euros,. |
| Suisse                       | IRIS-T SLM                       |            | L'appel d'offres pour le programme Bodluv MR a été lancé en avril 2024. Armasuisse a demandé une offre à Diehl pour un système de défense aérienne à moyenne portée (une variante de l'IRIS-T SL). Diehl est en concurrence avec MBDA (avec potentiellement le CAMM, le CAMM-ER ou le MICA-VL) et Kongsberg / Raytheon (avec le NASAMS ou le MGBAD). En juillet 2024, Kongsberg / Raytheon et MBDA ont décidé de ne pas soumettre d'offre pour le programme Bodluv MR. Diehl a donc remporté l'appel d'offres. Armasuisse va maintenant entamer des négociations pour l'achat du système. En septembre 2024, IRIS-T SLM est le seul système qui se trouve encore en phase de sélection dans le cadre de l'acquisition prévue d'un système de défense aérienne terrestre à moyenne portée (Bodluv MR). Une introduction par l'Armée suisse est donc très probable,. |
| Futurs opérateurs potentiels |                                  |            | |
| Roumanie                     |                                  | 41         | 3,85 milliards d'euros pour 41 lanceurs, à acheter en deux phases. Il est en concurrence avec le NASAMS de Kongsberg, le VL Mica de MBDA France, le SPYDER de Rafael et le KM-SAM de Hanwha. Il est destiné à remplacer les systèmes de défense aérienne S-75M3 et MIM-23 Hawk (phase IIIR),. |
| Lituanie                     | IRIS-T SLM                       |            | Le 21 mai 2024, lors de la réunion avec le ministère fédéral allemand de la Défense Boris Pistorius, le ministère de la Défense nationale Laurynas Kasčiūnas a déclaré que la Lituanie envisageait d'acheter le système de défense aérienne à moyenne portée IRIS-T,. |